# Berger landais

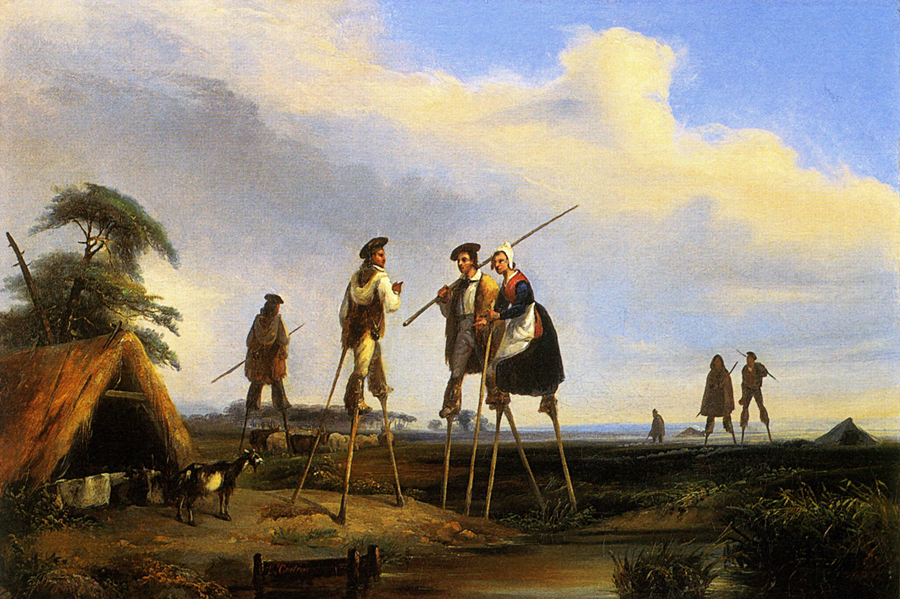
Habitants des Landes, représentation idéalisée des Landes de Gascogne. (Jean-Louis Gintrac (1808-1886), Habitants des Landes, Musée des beaux-arts de Bordeaux ; 1re moitié XIXe siècle ; peinture à l'huile, toile ; 32x46 cm).

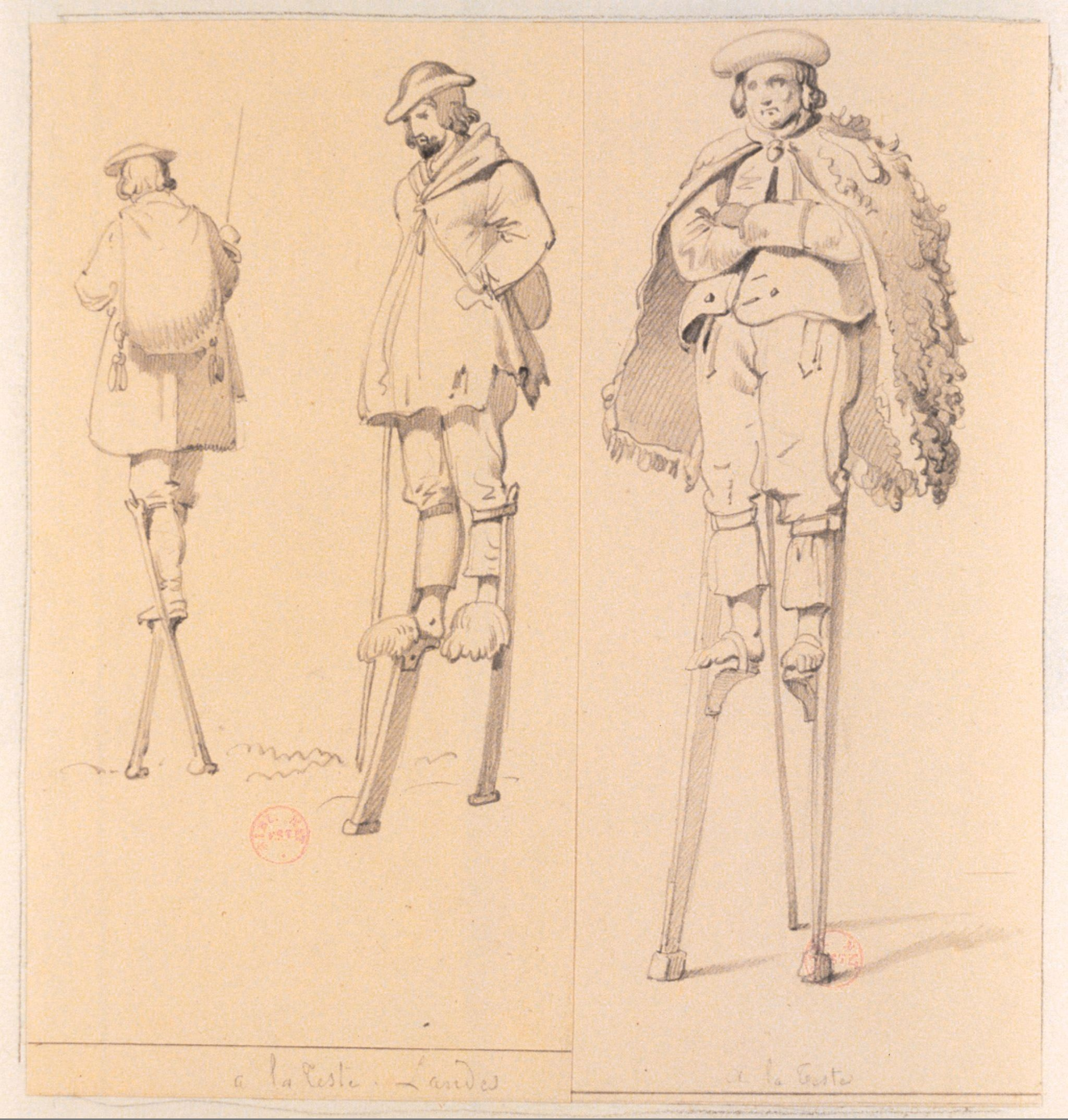
A la Teste. Landes. Bergers des Landes montés sur des échasses, dessin à la mine de plomb et lavis à l'encre de Chine sur papier beige, réalisé par Théodore Caruelle d'Aligny

Le berger landais, monté sur échasses (voir : échassiers landais), vêtu de peaux de moutons, filant ou tricotant tout en surveillant nonchalamment son troupeau de brebis landaises éparpillé dans une lande dénudée, constitue l'image d'Épinal attachée aux Landes de Gascogne. Cette représentation bucolique ou sauvage, a fait de lui un nomade sans contrainte ou un rustre vivant en marge du monde des hommes.

## Présentation
À la différence du laboureur rivé sur son champ ou du résinier à ses pins, le berger fréquente les immensités de la lande, jusqu'aux confins des territoires communaux. Dans l'ancienne société fondée sur le système agro-pastoral, le berger assure une activité essentielle sans pour autant constituer une catégorie sociale particulière. Parfois membre d'une famille de propriétaires ou de métayers, c'est souvent un homme trop âgé pour le dur travail des champs mais dont l'expérience se révèle précieuse pour la conduite et le soin du troupeau. Il peut aussi être domestique, au service d'un propriétaire ou d'un métayer, intégré éventuellement à la maisonnée de son patron. Il est le plus souvent sous contrat avec un propriétaire qui lui confie alors une métairie réduite : la brasserie.
Lorsqu'il est brassier, le berger dispose une petite maison (le meysouet) et d'un lopin de champ complété d'un jardin pour assurer sa subsistance. Le brassier apporte avec sa femme et ses enfants un complément de main d'œuvre dans bien des travaux réalisés chez le métayer ou le propriétaire qui, en contrepartie, effectuent des travaux aratoires sur son champ. Pour la garde du troupeau, il reçoit des gages annuels alloués par le propriétaire.
À la belle saison, il arpente la lande pour fournir à ses bêtes une nourriture suffisante. Ainsi, la période d'agnelage passée, il s'éloigne des quartiers et des bourgs pour vivre en solitaire. Une solitude toutefois émaillée de rencontres régulières avec d'autres bergers venant de quartiers ou villages voisins. Ces rencontres, ainsi que les fêtes et les foires, sont autant d'occasions d'échanger des nouvelles, que chacun ramène ensuite dans son port d'attache. Ainsi, paradoxalement, ce solitaire joue dans les quartiers isolés le rôle de messager.
Pendant son parcours, le berger peut partager avec un ou deux compagnons l'oustalet (petite maison) au confort des plus rudimentaires, comme il s'en trouve à proximité de quelques bergeries perdues dans la lande. Le berger occupe sa relative oisiveté à filer ou tricoter la laine de ses bêtes et à chasser pour améliorer son ordinaire. Pour filer la laine de ses moutons, le berger landais n'utilise pas de quenouille ni de fuseau, dont l'usage est réservé aux femmes. Il entortille la laine brute autour de son bras gauche et la file sur un tournét (ou tourn), instrument formé de trois petits bâtonnets de brande en croix, suspendu à son poignet droit.
Le berger landais est aussi fin joueur de fifre, de boha ou de vielle et gardien de la tradition orale en matière de contes et légendes.

## Dans les arts
En peinture, Bergers landais sur échasses ou Habitants des Landes est le titre d'un tableau de Jean-Louis Gintrac, conservé au  Musée des beaux-arts de Bordeaux, huile, toile, 32 × 46 cm, milieu du XIXe siècle (?).
En dessin,  Bergers des Landes montés sur des échasses, 3 dessins à la mine de plomb et lavis à l'encre de Chine sur papier beige de Théodore Caruelle d'Aligny, XIXe siècle (?).
En art plastique, Le Berger des Landes, 1951, est une sculpture de Germaine Richier en bronze patiné foncé en 11 exemplaires, 149 × 89 × 60 cm, conservée au musée d'art moderne Louisiana de Humlebæk, Danemark. Une deuxième sculpture de l'artiste plus abstraite porte le nom de : Le Berger des Landes, buste n°35, 1951, 17,5 × 15 × 14,2 cm, brique et ciment, collection particulière.

## Photos anciennes

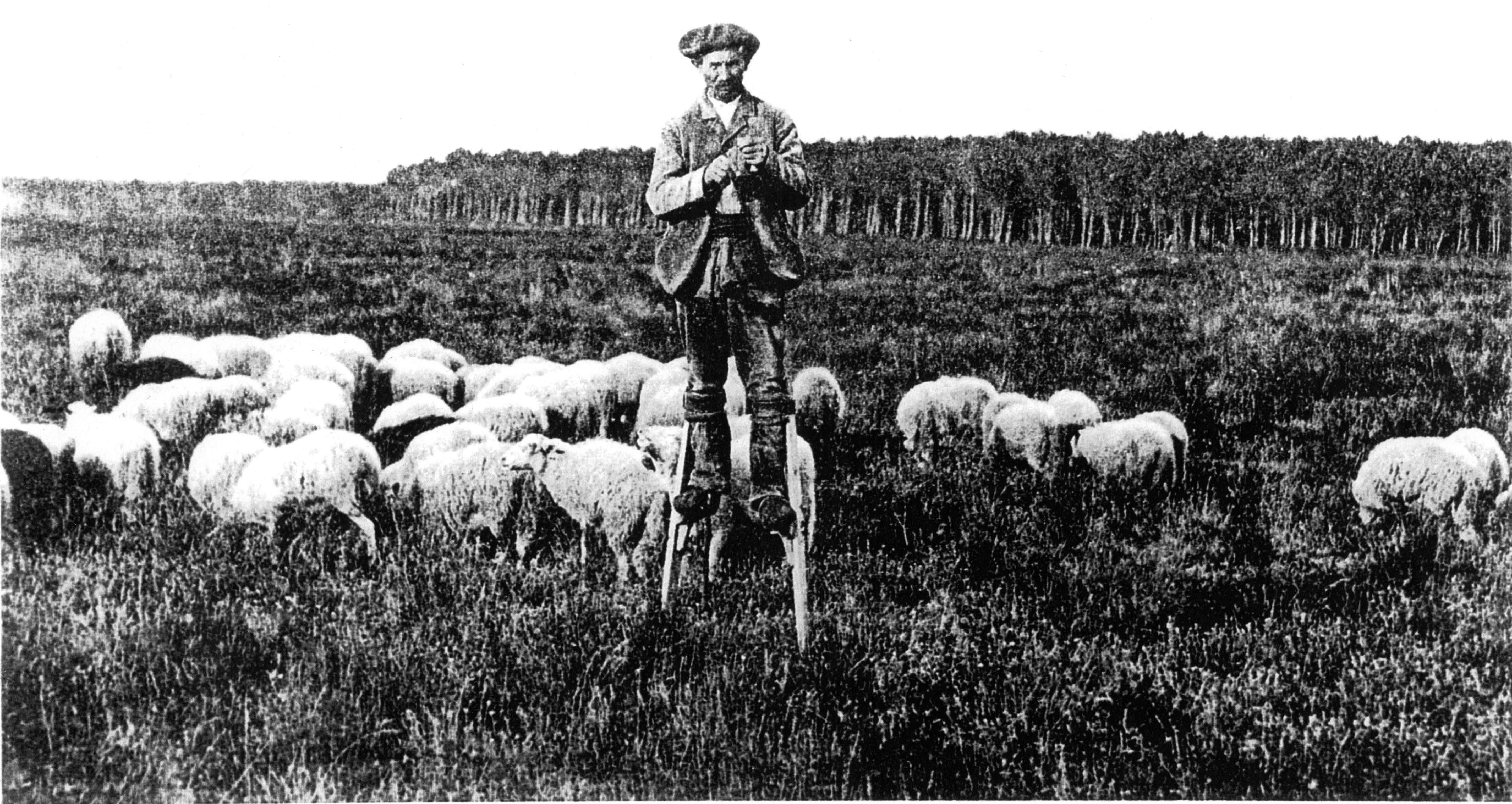
Berger landais sur échasses surveillant son troupeau.
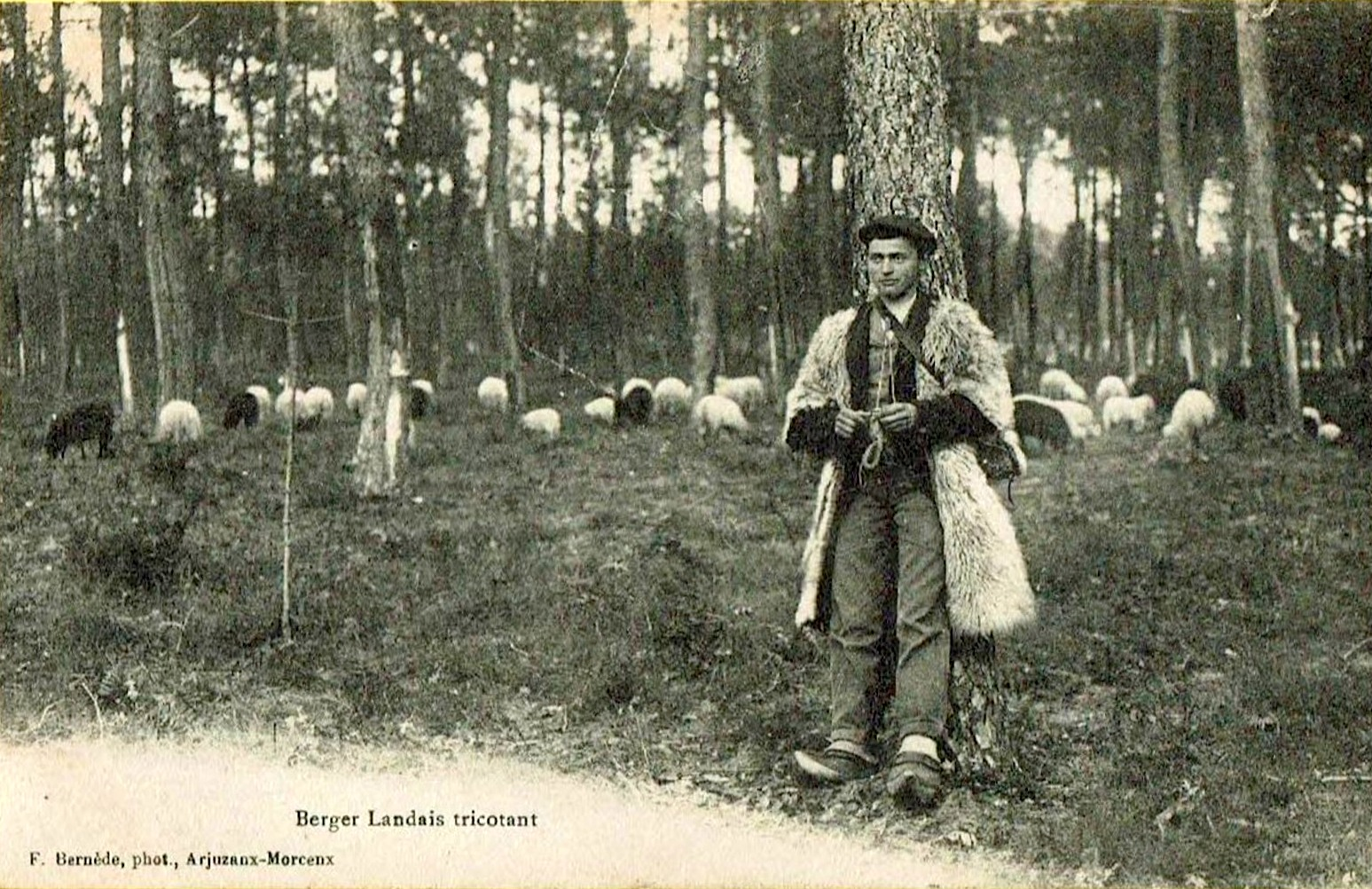
Berger landais tricotant.
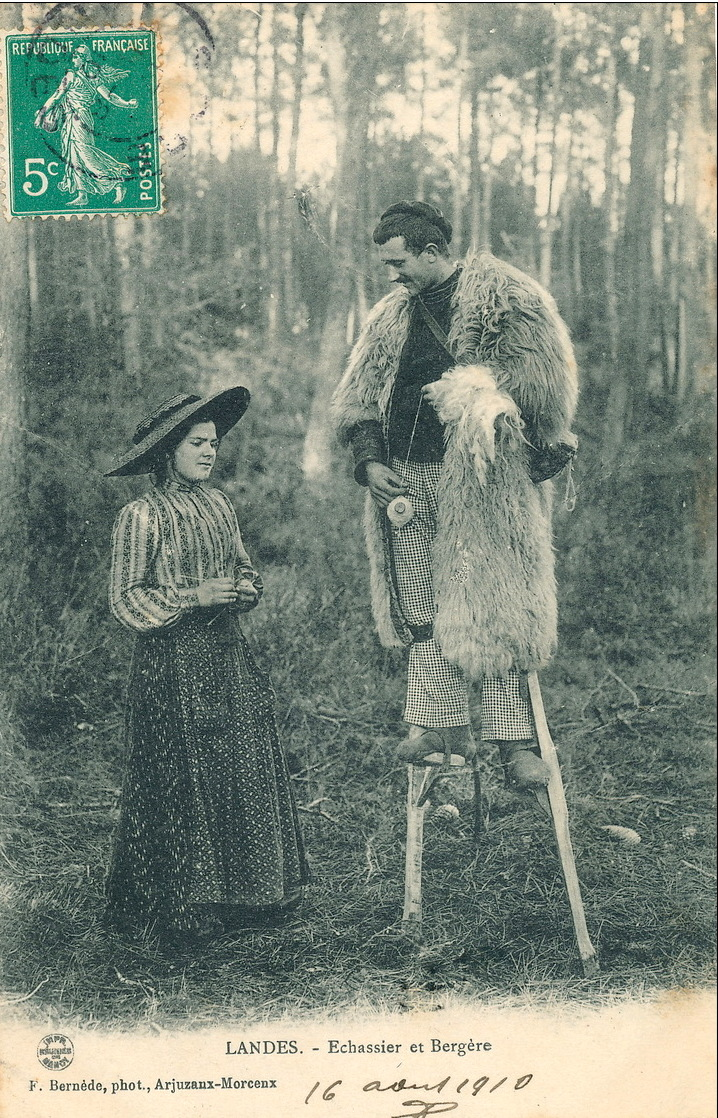
Échassier et bergère.
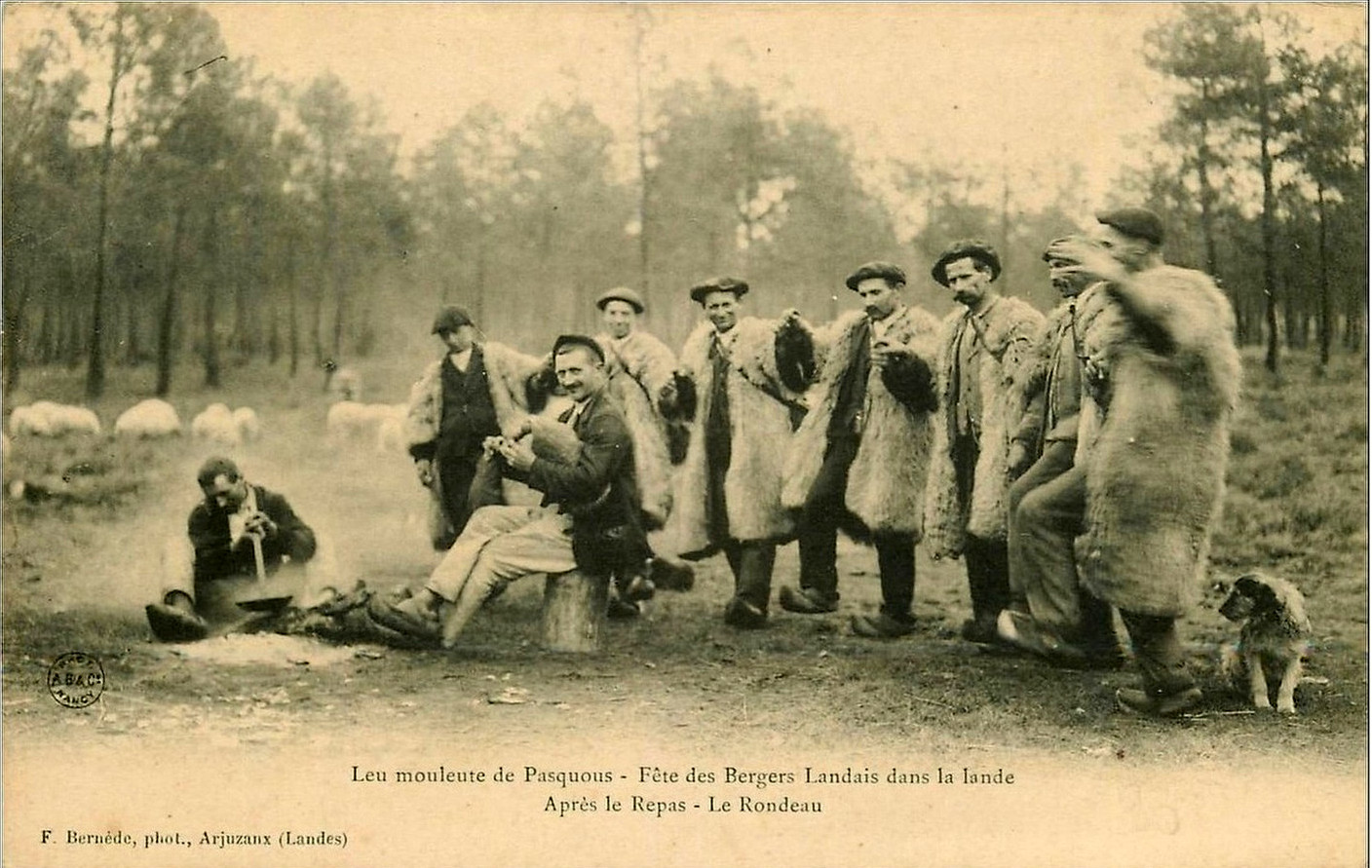
Bergers landais dansant le rondeau après leur repas au son de la boha.